# 1882 aux Territoires du Nord-Ouest
Chronologie des Territoires du Nord-Ouest
- 1878
- 1879
- 1880
- 1881
- 1882
- 1883
- 1884
- 1885
- 1886

Cette page concerne les événements survenus en 1882 dans le territoire canadien des Territoires du Nord-Ouest.

## Politique
- Premier ministre : Edgar Dewdney (Lieutenant-gouverneur des Territoires du Nord-Ouest)
- Commissaire :
- Législature :